# Henryk Melcer-Szczawiński

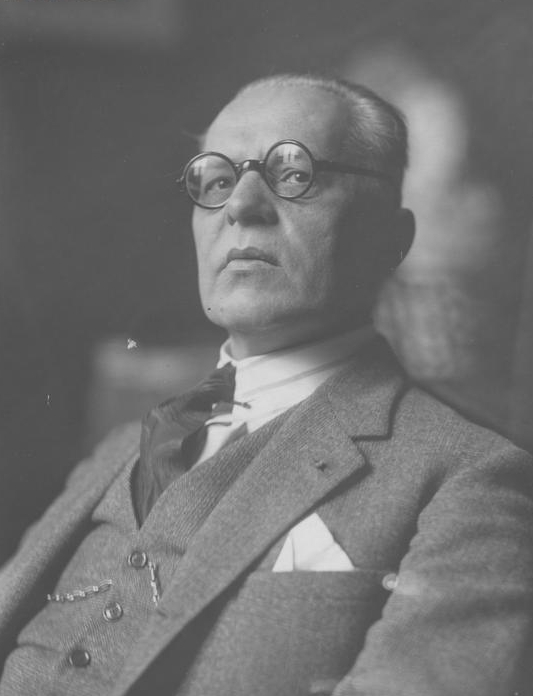
Henryk Melcer-Szczawiński

Henryk Melcer-Szczawiński (* 25. Juli 1869 in Marcelin, Warschau; † 18. April 1928 in Warschau) war ein polnischer Pianist, Komponist, Dirigent und Musikpädagoge.

## Leben
Nach dem Besuch des klassischen Gymnasiums in Kalisz zog Melcer-Szczawiński nach Warschau. Dort studierte er an der Universität Mathematik und am Konservatorium Klavier bei Rudolf Strobl und Komposition bei Zygmunt Noskowski. Nach dem Abschluss 1890 studierte er 1892 bis 1894 in Vorbereitung auf eine Laufbahn als Klaviervirtuose bei Theodor Leschetizky in Wien.
Er trat in Paris, Petersburg, Wien, Dresden und Leipzig auf und gewann 1895 beim Rubinstein-Klavierwettbewerb mit seinem Ersten Klavierkonzert den Ersten Preis im Fach Komposition und den dritten Preis im Fach Klavierspiel. Nach diesem ersten großen Erfolg unterrichtete er bis 1896 Klavier am Konservatorium Helsinki, bis 1899 am Konservatorium in Lemberg. Bis 1902 leitete er die Musikgesellschaft in Łódź, in den Jahren 1902–03 die Lemberger Philharmonie. Von 1903 bis 1906 war er am Wiener Konservatorium als Lehrer und Pianist tätig.
Dann kehrte er nach Warschau zurück, wo er von 1908 bis 1909 die Warschauer Philharmoniker und von 1915 bis 1916 das Opernorchester am Teatr Wielki leitete. 1917 übernahm er eine Klavierklasse am Warschauer Konservatorium, ab 1925 leitete er außerdem eine Kompositionsklasse. Von 1922 bis 1927 war er Direktor des Konservatoriums. Zu seinen Schülern zählten u. a. Helena Ottawowa, Róża Benzefowa, Stanisław Nawrocki, Margeriay Trombini Kazurowa und Ignacy Rozenbaum.
Neben drei großen Orchesterwerken – zwei Klavierkonzerten und einer Sinfonie – komponierte Henryk Melcer-Szczawiński überwiegend Kammermusik und Vokalwerke, darunter Lieder nach Gedichten von Adam Mickiewicz und Richard Dehmel und eine Musik zu Stanisław Wyspiańskis Tragödie Protesilas i Laodamia.

## Anmerkung
1. ↑  Die Mehrzahl der Quellen nennt als Geburtsdatum den 25. Juli 1869 und als Geburtsort Marcelin bei Warschau (New Grove, MGG, culture.pl, polmic, Polskie Wydawnictwo Muzyczne u. a.). Andere Quellen nennen das Datum 21. September 1869 und den Ort Kalisz. Beim Sterbedatum findet sich neben dem 18. April 1928 auch der 28. April 1928.